# 狭山市消防本部
狭山市消防本部（さやまししょうぼうほんぶ）は、埼玉県狭山市に存在した消防部局（消防本部）。管轄区域は狭山市全域。2013年4月、消防広域化に伴い埼玉西部消防組合が発足したために解散した。

## 概要
- 消防本部：狭山市大字上奥富1172
- 管内面積：49.04km2
- 職員定数：172人
- 消防署1カ所、分署3カ所
- 主力機械（2006年4月1日現在）
  - 普通消防ポンプ自動車：4
  - 水槽付消防ポンプ自動車：3
  - はしご付消防自動車：2
  - 化学消防自動車：2
  - 救急自動車：5
  - 救助工作車：1
  - 電源・照明車：1
  - 指令車：1
  - 指揮車：1
  - 広報車：5
  - 査察車：1
  - 連絡車：1
  - 資機材搬送車：1
  - 水槽車：1
  - 支援車：1
  - その他：4

## 沿革
- 1966年11月1日　狭山市消防本部・狭山市消防署を開設。
- 1968年5月1日　救急業務を開始。
- 1970年4月27日　化学消防車を消防署に配備。
- 1973年9月1日　富士見分署を開設。
- 1979年9月11日　広瀬分署を開設。
- 1980年2月20日　救急車を富士見分署に配備。
- 1980年12月19日　救急車を広瀬分署に配備。
- 1982年5月1日　消防本部に課制を導入。
- 1983年4月1日　水野分署を開設。消防・救急業務開始。
- 1987年1月23日　救助工作車を消防署に配備。
- 1994年12月9日　高規格救急車を消防署に配備。
- 1997年12月24日　新消防庁舎の運用を開始。
- 2002年2月1日　消防本部Webサイトを公開。
- 2013年4月1日　埼玉県消防広域化推進計画に伴い狭山市消防本部・埼玉西部広域消防本部・入間市消防本部・所沢市消防本部が統合し2013年4月1日より埼玉西部消防組合：本部名「埼玉西部消防局」が発足した。これに伴い狭山市消防本部は解散となった。

## 組織
- 本部－消防総務課　予防課　警防課
- 消防署－消防課、救急課、通信指令課、大隊

## 消防署
| 消防署       | 住所           | 分署                                                    |
| ------------ | -------------- | ------------------------------------------------------- |
| 狭山市消防署 | 大字上奥富1172 | 富士見：中央4-15-10 広瀬：広瀬2-3-30 水野：大字水野15-1 |

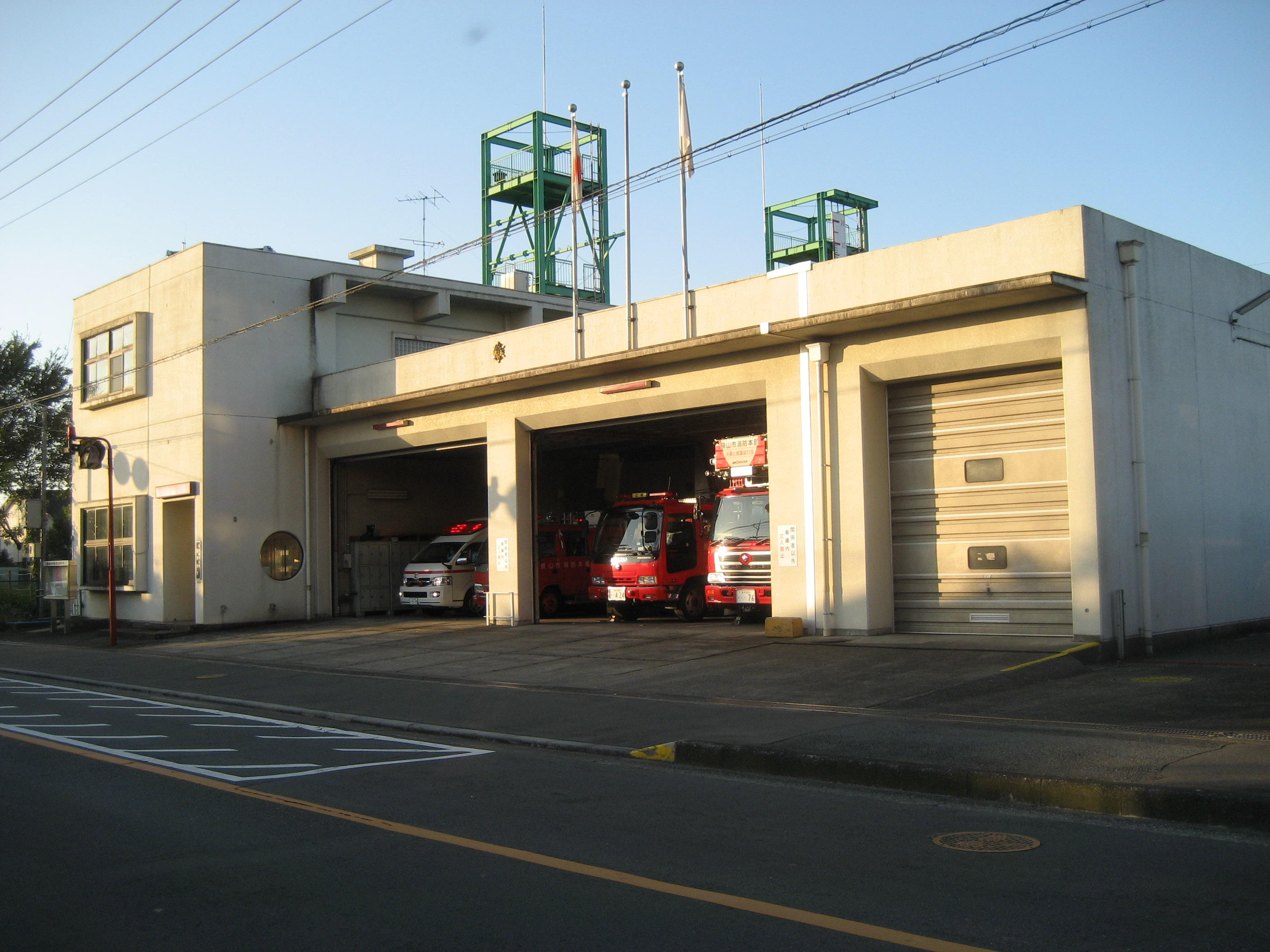
広瀬分署
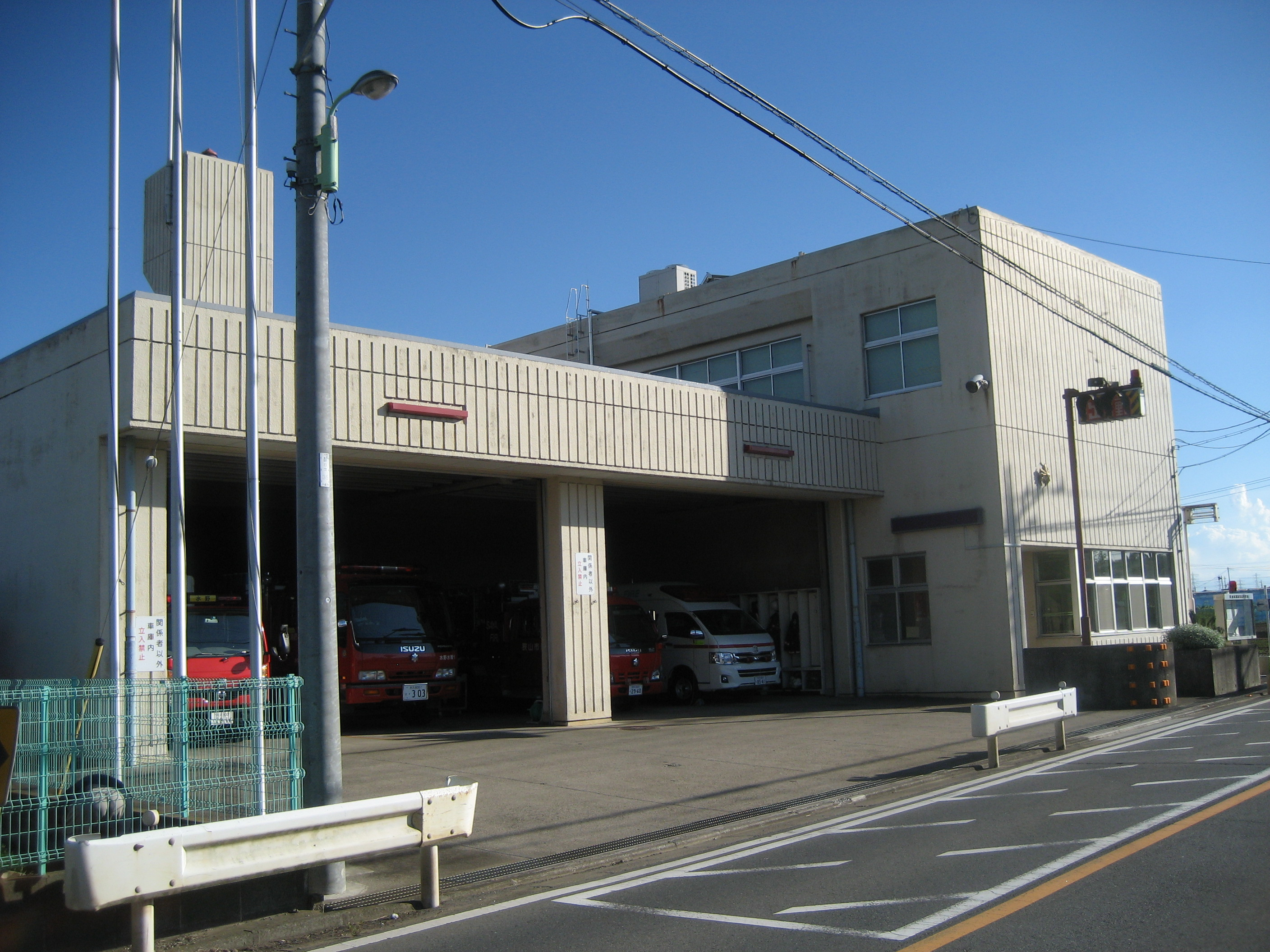
水野分署
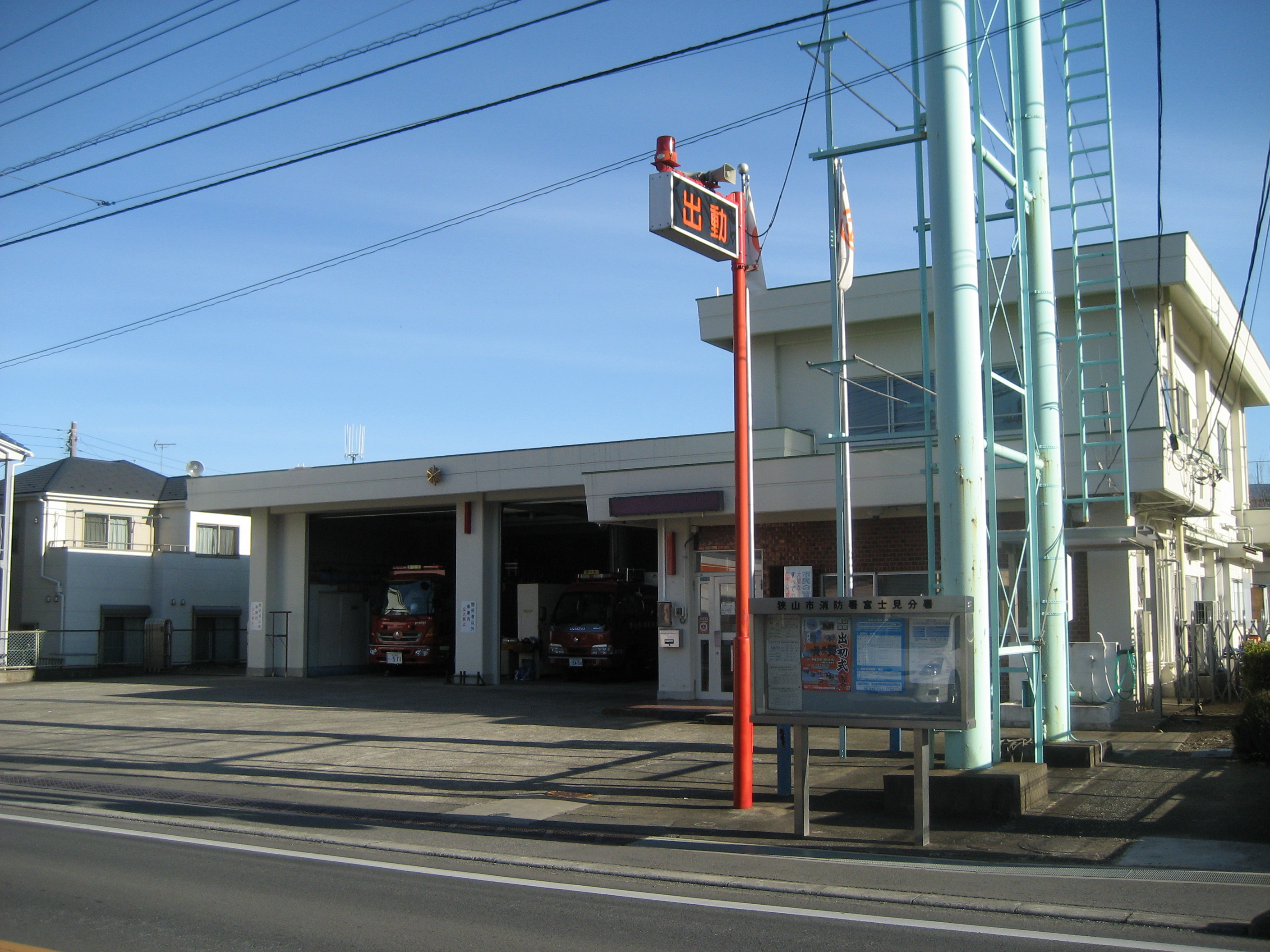
富士見分署